# Демидівська сільська рада (Березівський район)
Деми́дівська сільська́ ра́да — колишня адміністративно-територіальна одиниця та орган місцевого самоврядування в Березівському районі Одеської області. Адміністративний центр — село Демидове.

## Загальні відомості
Демидівська сільська рада утворена в 1926 році.
- Територія ради: 93,08 км²
- Населення ради: 1 036 осіб (станом на 2001 рік)
- Територією ради протікає річка Тилігул

## Населені пункти
Сільській раді були підпорядковані населені пункти:
- с. Демидове

## Населення
Згідно з переписом 1989 року населення сільської ради становило 1167 осіб, з яких 515 чоловіків та 652 жінки.
За переписом населення 2001 року в сільській раді мешкало 1036 осіб.

### Мова
Розподіл населення за рідною мовою за даними перепису 2001 року:
| Мова       | Відсоток |
| ---------- | -------- |
| російська  | 50,58 %  |
| українська | 47,88 %  |
| молдовська | 0,48 %   |
| білоруська | 0,39 %   |
| вірменська | 0,39 %   |
| болгарська | 0,1 %    |
| гагаузька  | 0,1 %    |
| румунська  | 0,1 %    |

## Склад ради
Рада складалася з 16 депутатів та голови.
- Голова ради: Васильєв Сергій Іванович

### Керівний склад попередніх скликань
| Прізвище, ім'я, по батькові | Основні відомості                                    | Дата обрання | Дата звільнення |
| --------------------------- | ---------------------------------------------------- | ------------ | --------------- |
| Байкова Людмила Миколаївна  | Сільський голова, 1953 року народження, позапартійна | 26.03.2006   | 31.10.2010      |
| Васильєв Сергій Іванович    | Сільський голова, 1957 року народження, освіта вища  | 31.10.2010   |                 |

Примітка: таблиця складена за даними сайту Верховної Ради України

### Депутати
За результатами місцевих виборів 2010 року депутатами ради стали:

#### За суб'єктами висування
| Суб'єкт висування            | Кількість обраних депутатів | %    |
| ---------------------------- | --------------------------- | ---- |
| Партія регіонів              | 7                           | 43,8 |
| Соціалістична партія України | 7                           | 43,8 |
| Самовисування                | 2                           | 12,5 |

#### За округами
| № округу                     | Прізвище, ім'я, по батькові    | Дата визнання обраним | Освіта             | Партійна приналежність             | Відомості про обраного депутата              |
| ---------------------------- | ------------------------------ | --------------------- | ------------------ | ---------------------------------- | -------------------------------------------- |
| Партія регіонів              |                                |                       |                    |                                    |                                              |
| 1                            | Мацько Анатолій Олександрович  | 01.11.2010            | середня            | позапартійний                      | ПП «Чеське», водій                           |
| 6                            | Охременко Ольга Василівна      | 01.11.2010            | вища               | позапартійна                       | Демидівська сільська рада, бухгалтер         |
| 7                            | Архипова Наталія Володимирівна | 01.11.2010            | вища               | позапартійна                       | Демидівська сільська рада, секретар          |
| 8                            | Васильєва Наталія Григорівна   | 01.11.2010            | вища               | позапартійна                       | Демидівська загальноосвітня школа, вчитель   |
| 10                           | Побережнюк Сергій Миколайович  | 01.11.2010            | середня            | позапартійний                      | ПП «ЧЕСЬКЕ», водій                           |
| 12                           | Ніколенко Наталія Данилівна    | 01.11.2010            | середня            | позапартійна                       | тимчасово не працює                          |
| 14                           | Сівак Віталій Володимирович    | 01.11.2010            | середня            | позапартійний                      | ПП «ЧЕСЬКЕ»                                  |
| Соціалістична партія України |                                |                       |                    |                                    |                                              |
| 2                            | Журавицька Євдокія Леонідівна  | 01.11.2010            | середня спеціальна | позапартійна                       | Демидівська сільська рада, землевпорядник    |
| 3                            | Васильєв Олександр Сергійович  | 01.11.2010            | вища               | позапартійний                      | пенсіонер                                    |
| 4                            | Іванов Віктор Михайлович       | 01.11.2010            | середня            | позапартійний                      | тимчасово не працює                          |
| 11                           | Матвєєв Володимир Васильович   | 01.11.2010            | вища               | член Соціалістичної партії України | Демидівська загальноосвітня школа, вчитель   |
| 13                           | Савенко Анатолій Миколайович   | 01.11.2010            | середня спеціальна | позапартійний                      | фермерське господарство, фермер              |
| 15                           | Чередниченко Марія Іванівна    | 01.11.2010            | середня спеціальна | позапартійна                       | тимчасово не працює                          |
| 16                           | Шевченко Людмила Василівна     | 01.11.2010            | середня спеціальна | позапартійна                       | пенсіонер                                    |
| Самовисування                |                                |                       |                    |                                    |                                              |
| 5                            | Фоміна Тетяна Миколаївна       | 04.11.2010            | середня спеціальна | позапартійна                       | Демидівська сільська бібліотека, бібліотекар |
| 9                            | Кизилова Марина Олегівна       | 04.11.2010            | середня            | позапартійна                       | тимчасово не працює                          |